# Carlos Milcíades Villalba Aquino
Carlos Milcíades Villalba Aquino (ur. 22 sierpnia 1924 w San Pedro de Ycuámandyjú, zm. 8 stycznia 2016) – paragwajski duchowny katolicki, biskup diecezjalny San Juan Bautista de las Misiones 1978-1999.

## Życiorys
Święcenia kapłańskie otrzymał 28 listopada 1948.
25 lipca 1978 papież Paweł VI mianował go biskupem diecezjalnym San Juan Bautista de las Misiones. 3 września tego samego roku z rąk arcybiskupa Josepha Meesa przyjął sakrę biskupią. 22 lipca 1999 na ręce papieża Jana Pawła II złożył rezygnację z zajmowanej funkcji.